# Sjer Jacobs
Sjer Jacobs (Tegelen, 1963) is een Nederlandse kunstschilder en beeldhouwer.

## Leven en werk
Hij studeerde in 1989 af aan de Stadsacademie voor Toegepaste Kunsten Maastricht, waarop hij zich als zelfstandig kunstenaar in Tegelen vestigde. Hoewel hij ook schilderijen, zeefdrukken en metalen sculpturen maakt is hij het bekendst van zijn zeer herkenbare beelden: een groot deel van zijn oeuvre bestaat uit grote mensfiguren. Zijn werk werd geëxposeerd in onder andere Nederland, België, Duitsland, Frankrijk, Spanje, Canada en Saoedie-Arabië.
In 1998 maakte hij een aluminium beeld dat de tak van een monumentale boom ondersteunt bij de pastorie van de Sint-Martinuskerk in zijn geboorteplaats Tegelen. In 2012 maakte hij het grote kunstwerk Liggend rond het water voor de Floriade. Een jaar later kreeg hij het verzoek een vergelijkbaar beeld te maken op het bloemeneiland Mainau in het Bodenmeer. Dit beeld met de titel Samen in de tuin is 3 meter hoog en 9 meter breed. In samenwerking met Kasteeltuinen Arcen, waar een aantal vaste werken van Sjer Jacobs staat, maakte hij voor de Landesgartenschau Kamp-Lintfort 2020 de creatie Tuin van de Bruiden. Hij heeft een eigen galerie in Belfeld: op de bovenverdieping is hier iedere twee maanden een expositie van twee gastkunstenaars.

## Fotogalerij

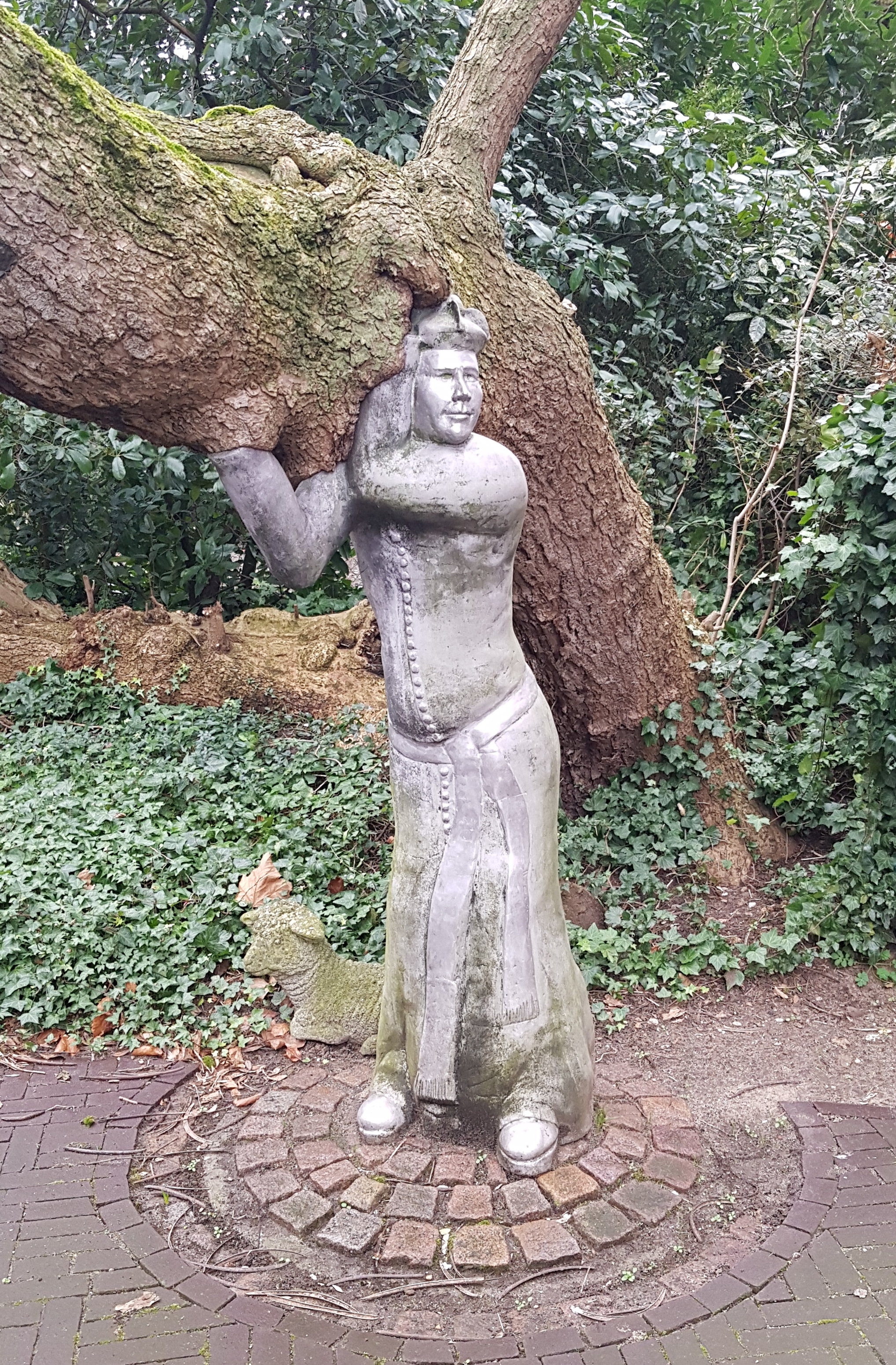
De Monseigneur 1998, Tegelen
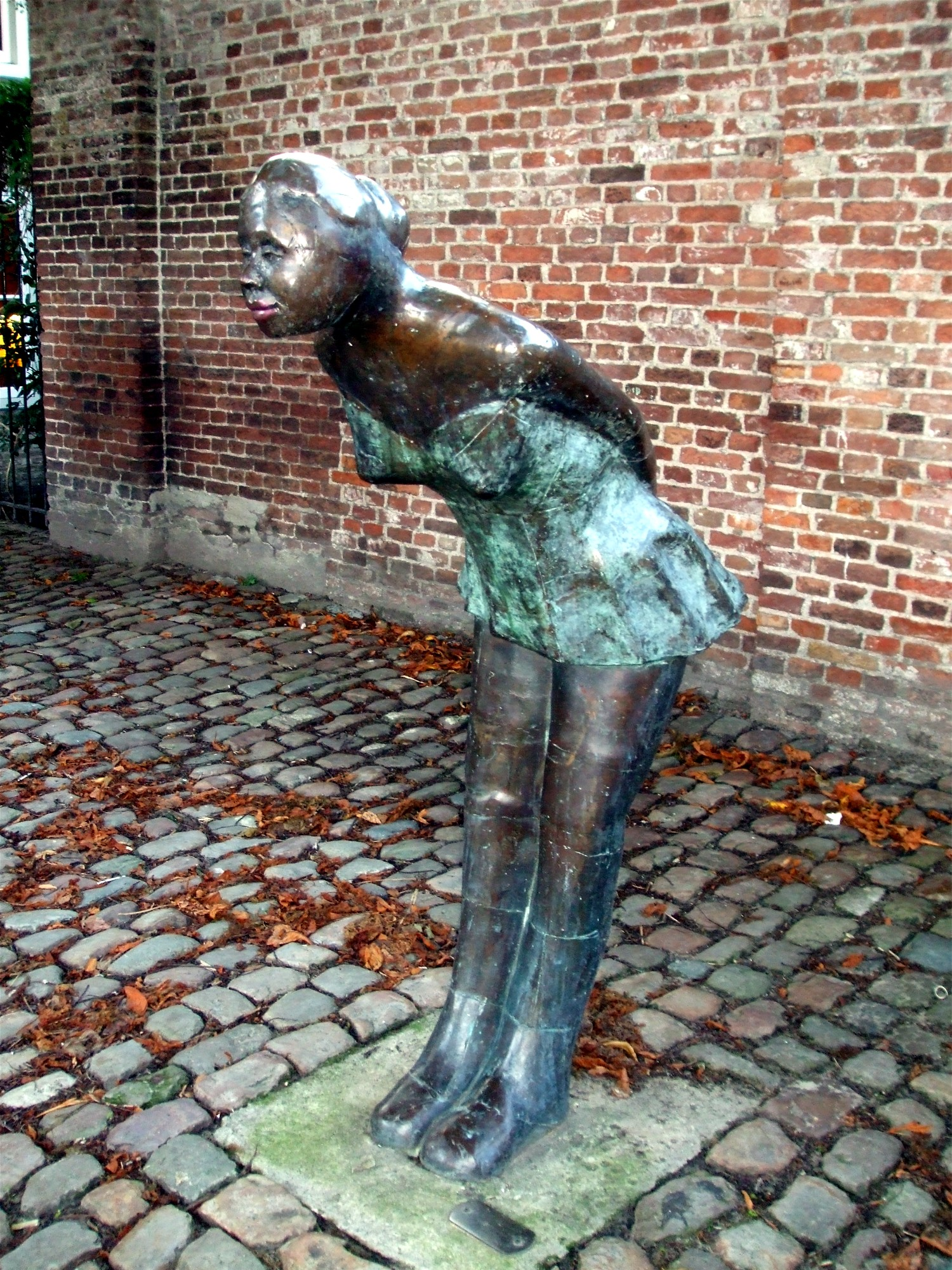
Kussend meisje Sofie 2001, Middelburg
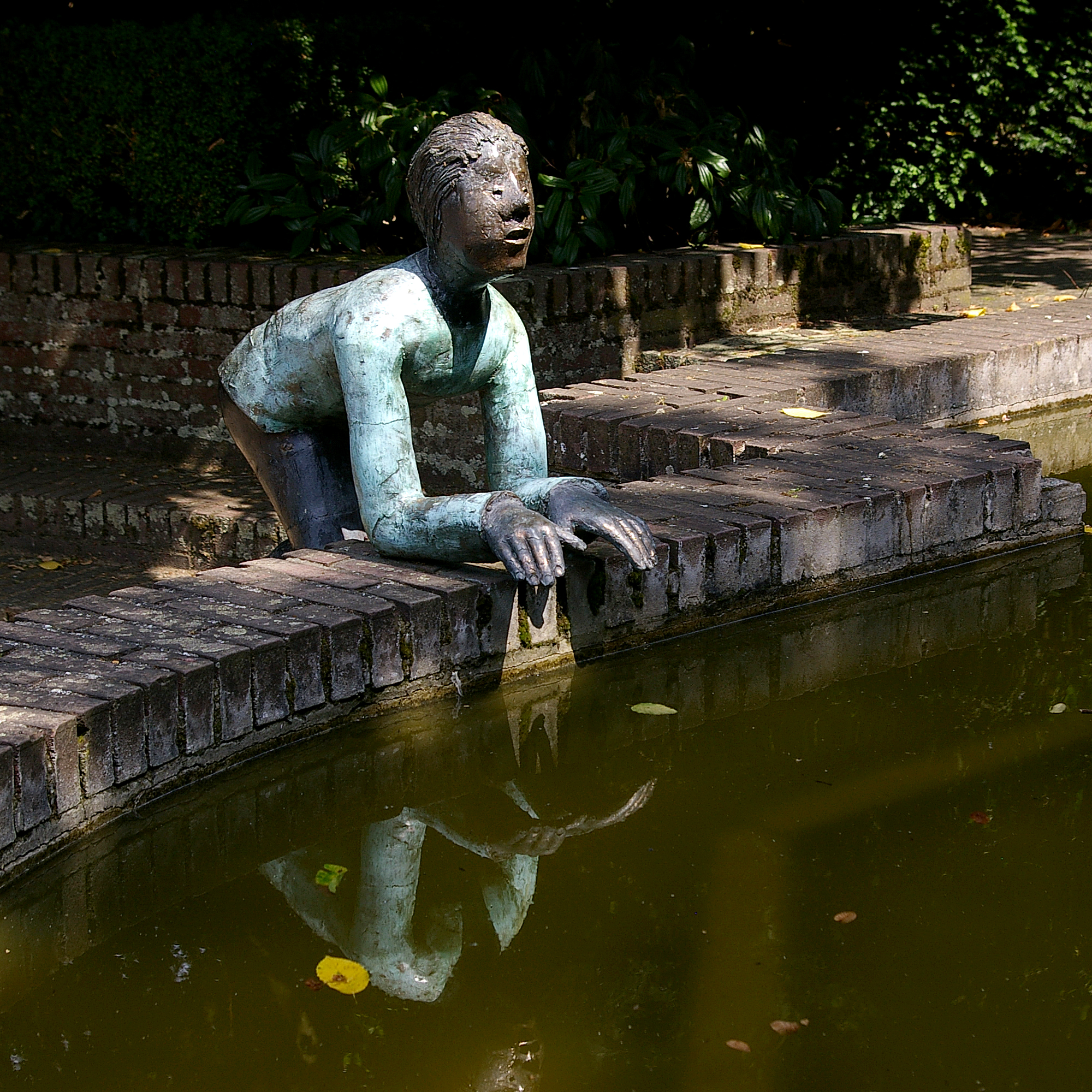
Meisje met de gouden handen 2007, Roermond
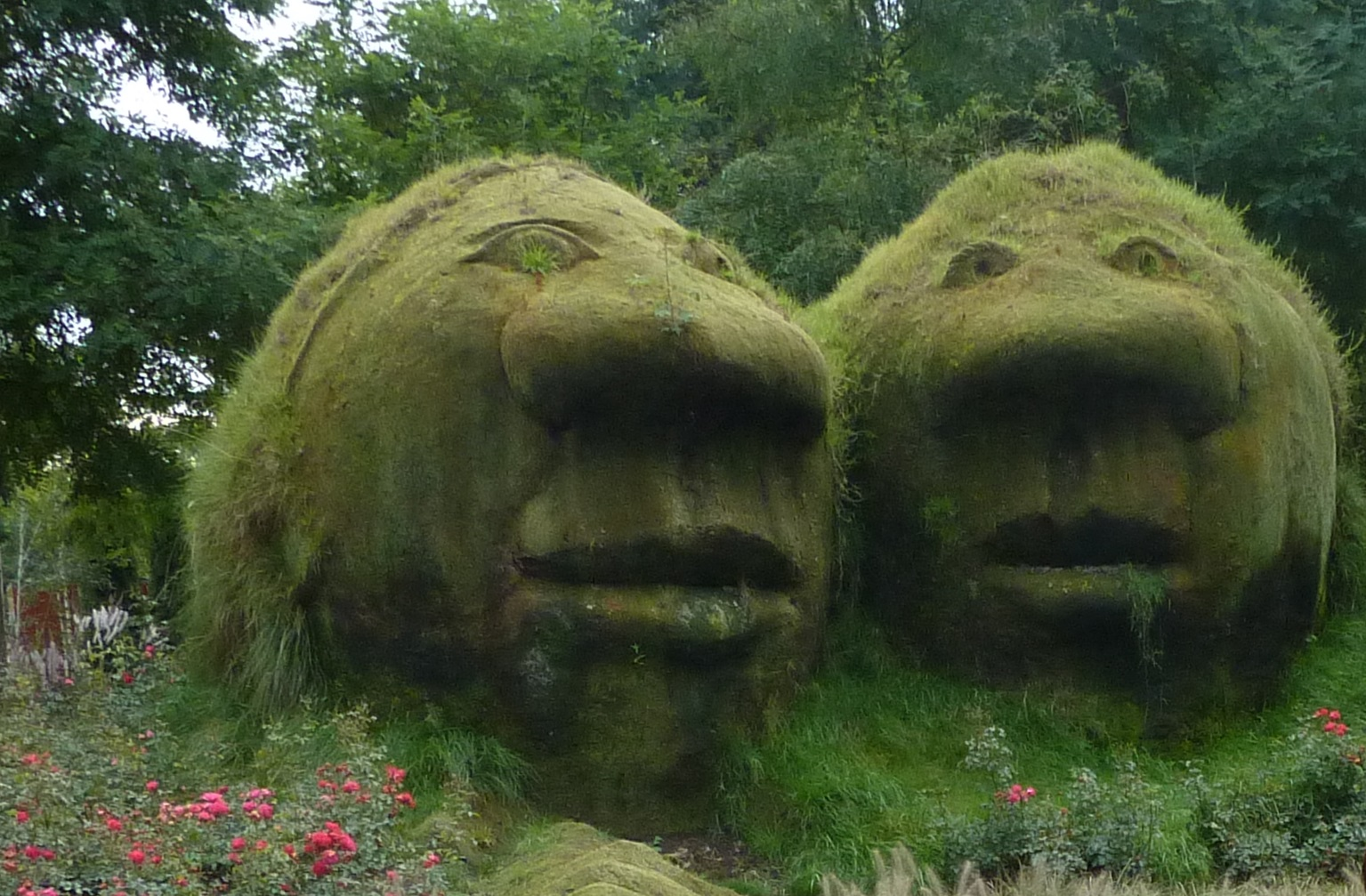
Liggend rond het water 2012, Venlo
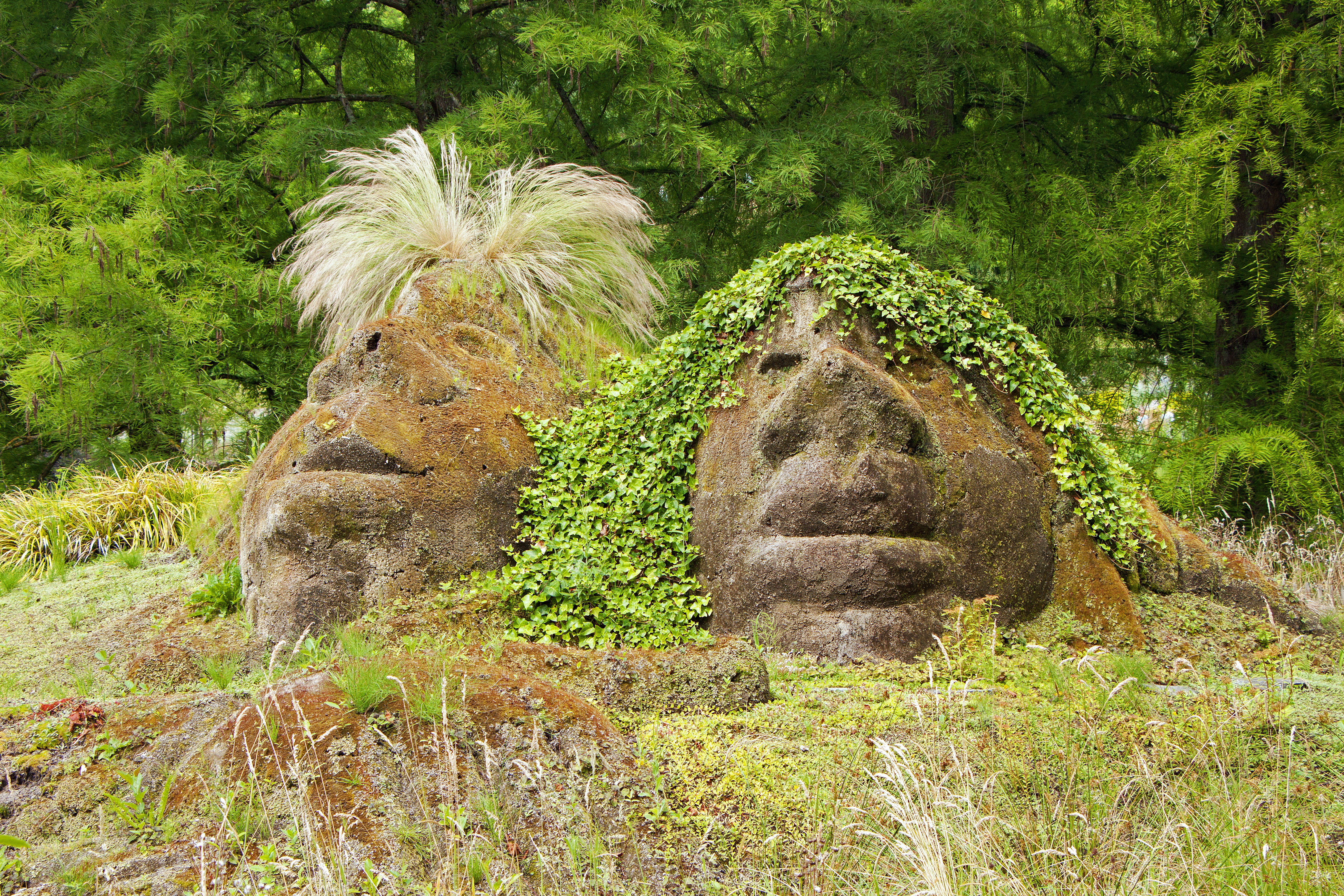
Samen in de tuin 2013, Mainau